# غرور (فیلم ۲۰۱۴)
غرور (انگلیسی: Pride) فیلمی در ژانر کمدی-درام است که در سال ۲۰۱۴ منتشر شد.

## بازیگران
- بیل نای
- ایملدا استنتون
- دومینیک وست
- اندرو اسکات
- جرج مکای
- فردی فاکس
- جسی کیو
- راسل تووی